# Papiro 93
O Papiro 93 ({\displaystyle {\mathfrak {P}}}93) é um antigo papiro do Novo Testamento que contém fragmentos do capítulo treze do Evangelho de João (João 13:15–17).